# Roma Open 2015
El torneo Roma Open 2015 es un torneo profesional de tenis. Pertenece al ATP Challenger Series 2015. Se disputará su 7.ª edición sobre superficie Tierra batida, en Roma, Italia entre el 4  al el 9 de mayo de 2015.

## Jugadores participantes del cuadro de individuales
| Favorito | País                       | Jugador             | Rank1 | Posición en el torneo |
| -------- | -------------------------- | ------------------- | ----- | --------------------- |
| 1        | Bandera del Reino Unido    | Aljaž Bedene        | 91    | CAMPEÓN               |
| 2        | Bandera de Alemania        | Dustin Brown        | 102   | Cuartos de final      |
| 3        | Bandera de República Checa | Radek Štěpánek      | 120   | Primera ronda         |
| 4        | Bandera del Reino Unido    | Kyle Edmund         | 130   | Cuartos de final      |
| 5        | Bandera de Italia          | Marco Cecchinato    | 150   | Semifinales           |
| 6        | Bandera de Japón           | Taro Daniel         | 164   | Cuartos de final      |
| 7        | Bandera de Rusia           | Konstantin Kravchuk | 167   | Primera ronda         |
| 8        | Bandera de Suecia          | Elias Ymer          | 171   | Segunda ronda         |

- 1 Se ha tomado en cuenta el ranking del 27 de abril de 2015.

### Otros participantes
Los siguientes jugadores recibieron una invitación (wild card), por lo tanto ingresan directamente al cuadro principal (WC):
- Filippo Baldi
- Marco Cecchinato
- Lorenzo Sonego
- Andréi Rubliov

Los siguientes jugadores ingresan al cuadro principal tras disputar el cuadro clasificatorio (Q):
- Karen Jachanov
- Pedro Cachín
- Flavio Cipolla
- Matteo Berrettini

## Campeones

### Individual Masculino
- Aljaž Bedene derrotó en la final a  Adam Pavlásek, 7−5, 6−2

### Dobles Masculino
- Dustin Brown /  František Čermák derrotaron en la final a  Andrés Molteni /  Marco Trungelliti, 6–1, 6–2